# ポートランド・トランスポーテーション・センター
ポートランド・トランスポーテーション・センター（英語：Portland Transportation Center）はアメリカ合衆国メイン州ポートランド トンプソンズ・ポイント・ロード100にある駅。 全米各地を結ぶ旅客鉄道のアムトラックが乗り入れている。

## 概要

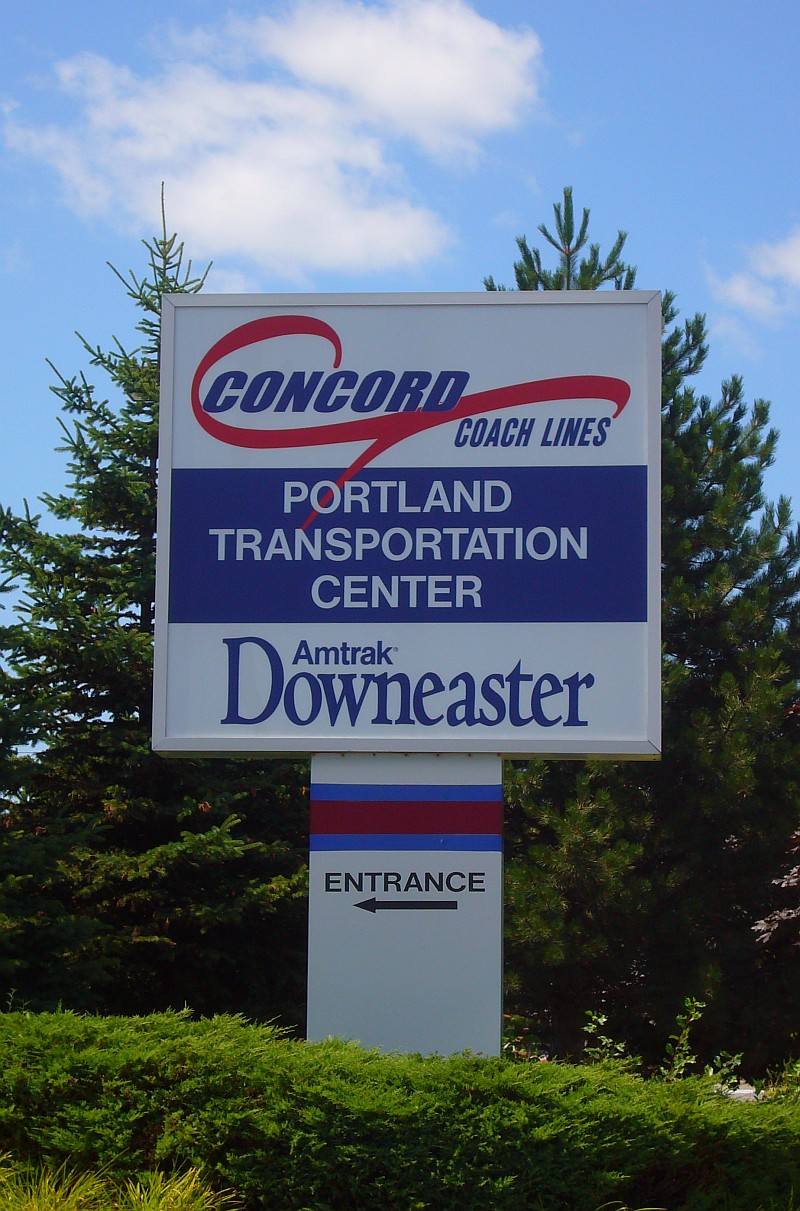
駅のサイン

当駅(センター)までのダウンイースター号の運行は2001年12月15日に開始した。当駅(センター)の増築工事が2002年初めに完成するまでは1996年に建設されたコンコード・コーチ・ラインズのバスターミナル待合室を使用した。バスターミナルはコロニアルリバイバル様式の建物であり、増築部分はガラスと鉄骨で組まれた特徴的なアーチ型の屋根を持ち、バスターミナルから列車のプラットホームへの通路は独自の波アーチ型屋根を持つ。
ポートランドと北部ニューイングランドへの旅客サービスの再開は1989年に設立された「トレインライダーズ・ノースイースト」の草の根運動として始まった。この非営利ボランティア団体は、その旅客サービスは何ができるかの強力なビジョンを持っていたウェイン・デイビス氏によって創設された。 1989年7月14日には、メイン州議会はメイン州内外で定期的な旅客鉄道運行を確立するために必要なすべてのアクションを取るためにメイン州運輸省(MaineDOT)が監督する旅客鉄道サービス法を制定した。同法はさらに、ポートランドとボストン間の旅客鉄道運行を再開させるための業務を遂行するための資金の支出は最初に費消されるであろうことを指示した。1995年メイン州議会はボストンやメイン州各地間の旅客鉄道運行を開発・提供するために、「北部ニューイングランド旅客鉄道公社（NNEPRA）」を設立させた。2012年末には、ダウンイースター号の運行区間はフリーポートおよびブランズウィックへとポートランドより北に延伸した。

## 利用可能な鉄道路線／列車
アムトラックの停車する列車は下記の通り。
ブランズウィック / ポートランドとボストン間の昼行短距離列車ダウンイースター号 …1日5往復停車

## バス
当駅から乗車できるバスは以下の通り。
中長距離バス： コンコード・コーチ・ラインズ (Concord Coach Lines)
路線バス： グレーター・ポートランド・メトロ・バス (Greater Portland Transit District) …5系統